# Cylindilla makiharai
Cylindilla makiharai là một loài bọ cánh cứng trong họ Cerambycidae.